# Biểu tình ở Armenia năm 2018
Các nhóm chính trị và dân sự do thành viên quốc hội Nikol Pashinyan (đứng đầu Đảng Dân sự) đã tổ chức biểu tình chống chính phủ ở Armenia (thường được gọi là #MerzhirSerzhin (tiếng Armenia: ՄերժիրՍերժին cho "#RejectSerzh") vào năm 2018. Các cuộc biểu tình và diễu hành diễn ra để đáp lại nhiệm kỳ thứ ba liên tiếp của Serzh Sargsyan là nhân vật mạnh nhất trong chính phủ Cộng hòa Armenia.
Vào ngày 23 tháng 4, Sargsyan thừa nhận, nói "Tôi đã sai, trong khi Nikol Pashinyan đã đúng" và từ chức. Sự kiện này được gọi là một cuộc cách mạng hòa bình giống như cuộc cách mạng ở các nước hậu Xô Viết khác.

## Đề cử Sargsyan cho chức vụ Thủ tướng
Các cuộc biểu tình bắt đầu vào tháng 3 năm 2018, khi các thành viên của Đảng Cộng hòa không loại trừ lựa chọn đề cử Serzh Sargsyan cho chức vụ thủ tướng. Những người biểu tình đã thề sẽ chặn trụ sở của đảng vào ngày 14 tháng 4, nơi các nhà lãnh đạo sẽ tập hợp để chính thức đề cử Serzh Sargsyan làm thủ tướng. Đảng Cộng hòa đã tổ chức cuộc họp bên ngoài thủ đô Yerevan và nhất trí bỏ phiếu để chính thức đề cử Serzh Sargsyan cho chức vụ thủ tướng. Liên minh đối tác Liên minh Cách mạng Armenia-Dashnaksutyun (ARF-D) ủng hộ quyết định của Đảng Cộng hòa cầm quyền.

## Biểu tình

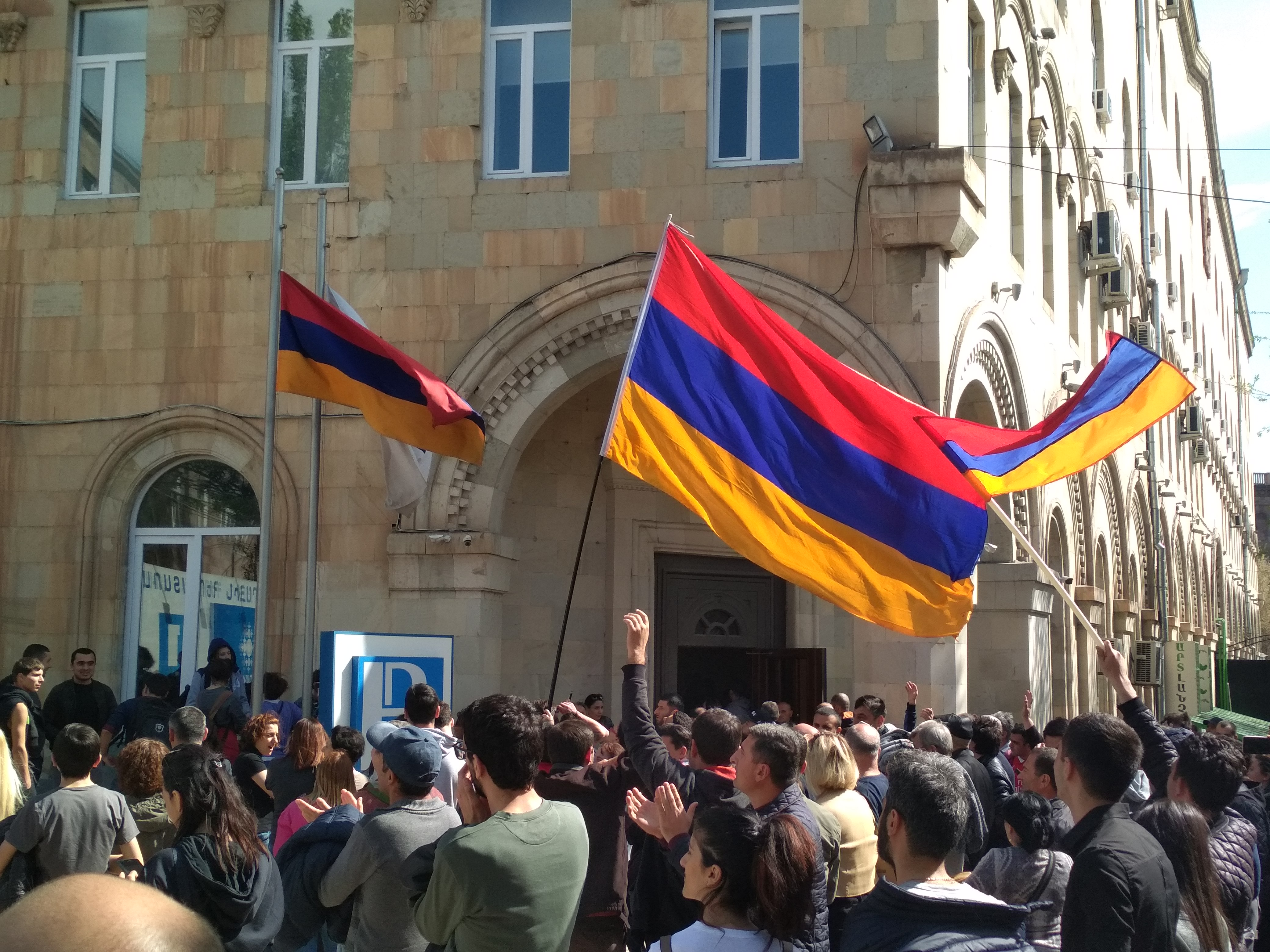
Các cuộc biểu tình vào ngày 12 tháng 4 năm 2018

Khoảng 100 người biểu tình ở lại qua đêm tại Quảng trường Pháp sau ngày biểu tình đầu tiên, và tương tự vào tối thứ Bảy, một số ngủ trong lều, những người khác tụ tập quanh đám cháy. Tính đến sáng Chủ nhật, cảnh sát Armenia đã không phá vỡ các cuộc biểu tình.
Vào thứ hai ngày 16 tháng 4, chiến dịch "Take a Step, Reject Serzh" đã bắt đầu hành động bất tuân dân sự. Vào ngày 17 tháng 4, ngày bầu cử của thủ tướng dự kiến, những người biểu tình dự định chặn lối vào tòa nhà Quốc hội để ngăn không cho cuộc bầu cử diễn ra. Lực lượng cảnh sát chống bạo động ngăn họ tiến xa hơn về phía tòa nhà Quốc hội.
Sau cuộc bầu cử tổng thống cũ Serzh Sargsyan làm thủ tướng mới, các cuộc biểu tình tiếp tục phát triển, mặc dù hàng trăm người bị cảnh sát giam giữ. Thủ tướng phản ứng yêu cầu chính phủ lấy lại dinh thự tổng thống mà nó đã tặng ông vài tuần trước đó. Đám đông đạt 50.000 vào đêm ngày 21 tháng 4, với vô số đường phố tắc nghẽn ở thủ đô, cũng bắt đầu lan rộng khắp đất nước.
Khi đám đông phát triển, thủ tướng mới đã gọi nhiều lần để nói chuyện với lãnh đạo của phong trào phản đối, Nikol Pashinyan, mặc dù Pashinyan đã nói rằng ông chỉ sẵn sàng thảo luận về các điều khoản của việc từ chức của Thủ tướng. Sau khi cuộc biểu tình của Pashinyan, Tổng thống Armenia viếng thăm vào tối ngày 21 tháng 4 để trò chuyện ngắn với Pashinyan, Pashinyan đã đồng ý gặp thủ tướng vào lúc 10 giờ sáng ngày 22 tháng 4, nói rằng ông tin rằng chủ đề sẽ là sự từ chức của Serzh Sargsyan.

### 22 tháng 4
Cuộc họp kéo dài trong ba phút, không đạt được bất cứ thỏa thuận gì, với Sargsyan bước ra khỏi nó và cáo buộc phe đối lập "tống tiền". Trong cuộc họp, Sargsyan yêu cầu Pashinian không đại diện cho nhân dân và không đưa ra tối hậu thư cho chính phủ, với mức hỗ trợ thấp cho liên minh chính trị của ông (ít hơn 10 phần trăm số phiếu). Ông cũng cảnh báo rằng Pashinyan đã không "học được những bài học ngày 1 tháng 3", một tham chiếu rằng 10 người biểu tình bị giết bởi cảnh sát trong các cuộc biểu tình của cuộc bầu cử của ông 10 năm trước đó, dẫn đến một mối đe dọa mở bạo lực.
Ngay sau cuộc họp, Pashinyan dẫn đầu một nhóm người ủng hộ từ cuộc họp của Quảng trường Cộng hòa trên một cuộc diễu hành dài xuống các con đường Tigran Mets và Artsakh đến quận Erebuni, nơi họ gặp cảnh sát chống bạo động và Pashinyan bị giam giữ, sau đó là những người biểu tình đại chúng, bao gồm cả các nhà lập pháp đối lập Sasun Mikaelyan và Ararat Mirzoyan. Cuộc biểu tình tiếp tục trong toàn thành phố. Vào buổi tối 232 người biểu tình đã bị bắt, và theo Đài phát thanh Tự do Châu Âu / Đài phát thanh Liberty, hàng chục ngàn người tụ tập tại Quảng trường Cộng hòa để tiếp tục yêu cầu Serzh Sargsyan từ chức. Cảnh sát đã đưa ra một tuyên bố nói rằng Pashinyan, Mikaelyan và Mirzoyan đã bị giam giữ trong 72 giờ; cáo buộc hình sự chỉ có thể được đưa ra chống lại họ nếu Quốc hội do đảng Cộng hòa kiểm soát ngăn cản họ miễn trừ nghị viện của họ.

### 23 tháng 4
Cuộc biểu tình tiếp tục vào ngày 23 tháng 4, với các phương tiện truyền thông báo cáo rằng cựu thành viên hiện tại của lực lượng vũ trang Armenia, bao gồm cả những người tham gia Cuộc chiến tranh tháng 4 năm 2016, đã tham gia vào các cuộc biểu tình lần đầu tiên. Thông tin này sau đó đã được Bộ Quốc phòng xác nhận.
Pashinyan được thả lúc 3 giờ chiều, và đi thẳng đến Quảng trường Cộng hòa, nơi ông nói một thời gian ngắn, nói rằng ông sẽ trở lại lúc 6:30 chiều. Đến 4:30 chiều, Thủ tướng Serzh Sargsyan đã đăng một thông điệp trên trang web chính thức của thủ tướng tuyên bố từ chức. Cựu thủ tướng Karen Karapetyan đã kế nhiệm Sargsyan trong vai trò thủ tướng.

### 25 tháng 4
Pashinian kêu gọi các cuộc biểu tình mới vào ngày 25 tháng 4 sau khi các cuộc đàm phán với Đảng Cộng hòa đã bị hủy bỏ do việc Karapetyan từ chối chấp nhận các điều kiện tiên quyết do Pashinian đặt ra. Trước đó, Pashinian nói rằng Đảng Cộng hòa không có quyền nắm giữ quyền lực ở Armenia, và rằng "ứng cử viên của mọi người" nên được bổ nhiệm trước khi tổ chức bầu cử nhanh. Ông nói thêm rằng phong trào phản đối nên đề cử thủ tướng chuyển tiếp này, một vị trí bị chính quyền hiện tại từ chối vì nó vi phạm luật pháp. Những người biểu tình đã xuống đường để chặn đường đến sân bay quốc tế của Yerevan và con đường dẫn đến biên giới với Georgia. Trong khi đó, Đảng Prosperous Armenia và Liên đoàn Cách mạng Armenia dường như đã tuyên bố ủng hộ của họ đối với phong trào của Pashinyan, sau đó đã rút khỏi liên minh cầm quyền. Pashiniyan đã thề sẽ tiếp tục các cuộc biểu tình cho đến khi ông được bổ nhiệm làm thủ tướng.

## Phản ứng
Vào ngày 4 tháng Tư, Edmon Marukyan, lãnh đạo Đảng Bright Armenia, hợp tác với đảng Dân sự do Nikol Pashinyan dẫn đầu trong tờ Way Out Alliance xuất bản một bài báo trên tờ Aravot, trong đó ông tuyên bố ưu tiên của ông về các phương tiện chính thức đối với liên minh cầm quyền đối với các hành động bất tuân dân sự.
Lãnh đạo đảng Dân chủ Tự do Khachatur Kokobelyan, cựu nghị sĩ, đã tham dự các cuộc biểu tình và bày tỏ sự ủng hộ của ông đối với các hành động.
Nhiều nhân vật văn hóa đã tuyên bố tình đoàn kết với phong trào đối lập. Đặc biệt, nhạc sĩ nổi tiếng Serj Tankian của System of a Down đã đề cập đến các nhà hoạt động tuyên bố tình đoàn kết và hỗ trợ của mình, nhấn mạnh sự bất khả xâm phạm của một đảng phái ở Armenia. Một số tổ chức của cộng đồng người Do Thái, đặc biệt, cộng đồng người Armenia của châu Âu, cũng bày tỏ sự ủng hộ cho phe đối lập.

### Phản ứng quốc tế
- Nga Phát ngôn viên Bộ Ngoại giao ca ngợi sự chuyển đổi hòa bình, nói thêm rằng "Armenia, Nga luôn ở bên bạn!"[57]